# 시미즈 마리
시미즈 마리(清水マリ, 1936년 6월 7일 ~ )는 일본의 여자 성우이다. 사이타마현 출신. 소속은 시미즈 마리 사무소 프로덕션.

## 출연작

### TV 애니메이션
1963년
- 우주소년 아톰 (아톰)

1968년
- 요괴인간 (베로)

1977년
- 제타 마르스 (마르스)

1978년
- 보물섬 (짐 호킨스)

### 극장판 애니메이션
1982년
- 도라에몽 노비타의 대마경 (베코 왕자)